# مانتگامری (ماساچوست)
مونتگومری، ماساچوست
مونتگومری(به انگلیسی: Montgomery) شهرکی در شهرستان همپدن ایالت ماساچوست می‌باشد که در سال ۱۷۸۰ بنیان‌گذاری شده‌است. این شهرک در سرشماری سال ۲۰۱۰ میلادی، ۸۳۸ نفر جمعیت داشته‌است.